# Zamak

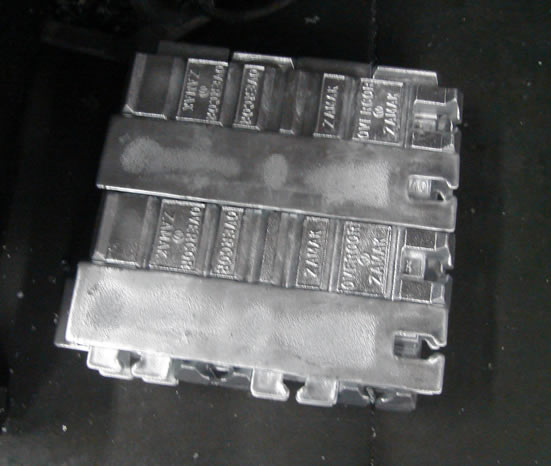
Um lingote de Zamak.

Zamak é a denominação genérica de diversas ligas metálicas com ponto de fusão entre 385 °C e 485 °C, contendo basicamente zinco (Zn), juntamente com alumínio (Al), magnésio (Mg) e  cobre (Cu). O nome vem de Zink-Aluminium-Magnesium-Kupfer (zinco, alumínio, magnésio e cobre, em alemão, respetivamente).

## Visão geral
Na indústria são utilizadas diversas ligas Zamak, com diferentes teores de Al, Mg e Cu, o que resulta em diferentes propriedades mecânicas. São materiais de baixo custo utilizados na fundição de peças que necessitam de pouca resistência mecânica. O material no estado líquido é injetado sob pressão em moldes de aço ou borracha de silicone no formato das peças a serem produzidas.
Entre as aplicações técnicas do Zamak encontram-se: carburadores para automóveis, válvulas reguladoras de pressão para garrafas de gás e acessórios para instalações elétricas (buchas, caixas de passagem, curvas, etc.). Também é usado em puxadores para armários e gavetas, maçanetas, chaveiros, bijutarias, brinquedos, fivelas para roupa e calçado, enfeites para roupa, bolsas e calçado.

## Normas
Existem várias normas que definem as composições e propriedades das ligas de zinco, as principais abaixo:
| País      | Lingote de Zinco  | Fundido de Zinco  |
| --------- | ----------------- | ----------------- |
| Europa    | EN1774            | EN12844           |
| EUA       | ASTM B240         | ASTM B86          |
| Japão     | JIS H2201         | JIS H5301         |
| Austrália | AS 1881 - SAA H63 | AS 1881 - SAA H64 |
| China     | GB 8738-88        | -                 |
| Canadá    | CSA HZ3           | CSA HZ11          |
| BRASIL    | ASTM B86 - 13     |                   |

## Zamak 2
Zamak 2 ou Kirksite é o nome comercial de uma liga do zinco-alumínio usada frequentemente para a produção de ferramentas e  moldes (especialmente para a injeção plástica e estampagem de peças de aço de pouca espessura).

### Características
Os moldes e ferramentas de Kirksite são de baixo custo devido à facilidade de se usinar e dar acabamento final a superfície da ferramenta. Outra principal característica do Kirksite é poder ser fundido a uma temperatura de 400 °C indeterminadas vezes perdendo pouquíssimo as características mecânica. A fácil usinabilidade também é outra característica de destaque do Kirksite.
Sendo assim, é ideal para confecção de ferramentas para desenvolvimento de protótipos em baixa escala de produção ou de moldes permanentes para peças de alto valor agregado em PE, PP, ABS cuja produção prevista não ultrapasse algumas dezenas de milhares de peças.

### Aplicações
As aplicações típicas para ligas de Kirksite são:
- Moldes para a indústria da borracha e da cerâmica.
- Ferramentas de estampagem para peças de baixo volume de produção.
- Moldes da injeção de plástico.

Alternativa que substitui o aço na produção de moldes de injeção. Fundidos pelo processo de fundição em cerâmica, eliminam custos e principalmente tempo quando comparado a produção de moldes em aço usinados em CNC. O uso de moldes construídos em Kirksite é especialmente recomendado para peças grandes que demandam pressões de injeção relativamente baixas.